# Scaphocalanus invalidus
Scaphocalanus invalidus is een eenoogkreeftjessoort uit de familie van de Scolecitrichidae. De wetenschappelijke naam van de soort is voor het eerst geldig gepubliceerd in 1968 door Hure & Scotto di Carlo.